# 下中島村 (岐阜県)
下中島村（しもなかしまむら）はかつて岐阜県羽島郡に存在した村である。
現在の羽島市下中町○○である。村名は旧・中島郡に由来し、中島郡南部（下流部）のことである。

## 歴史
- かつてこの地域は尾張国中島郡であったが、1586年（天正14年）の大洪水により木曽川の流れが大きく変わり、この地域は美濃国に編入され、美濃国中島郡となる。
- 江戸時代後期、この地域は尾張藩領であった。
- 1897年（明治30年）4月1日[1] - 羽栗郡と中島郡が合併して羽島郡となる。
- 1897年（明治30年）4月1日 - 市之枝村、石田村、城屋敷村、西加賀野井村が合併し、下中島村となる。
- 1954年（昭和29年）4月1日 - 正木村、足近村、小熊村、竹ヶ鼻町、上中島村、江吉良村、堀津村、福寿村、桑原村と合併し羽島市が発足。同日下中島村廃止。

## 交通機関
- 名古屋鉄道竹鼻線
  - 市之枝駅・美濃石田駅・正専寺前駅[2]

## 学校
- 下中島村立下中島小学校（1960年に上中島小学校と統合。現羽島市立中島小学校）
- 中島中学校（現・羽島市立中島中学校）

## 観光
- 加賀野井城址